# Saint-Michel-d’Halescourt
Saint-Michel-d’Halescourt ist eine französische Gemeinde mit 119 Einwohnern (Stand: 1. Januar 2022) im Département Seine-Maritime in der Region Normandie (vor 2016 Haute-Normandie). Die Gemeinde gehört zum Arrondissement Dieppe und zum Kanton Gournay-en-Bray (bis 2015 Forges-les-Eaux). 

## Geografie
Saint-Michel-d’Halescourt liegt etwa 74 Kilometer südöstlich von Dieppe. Umgeben wird Saint-Michel-d’Halescourt von den Nachbargemeinden Gaillefontaine im Norden, Grumesnil im Osten, Haussez im Süden sowie Pommereux im Westen.

## Bevölkerungsentwicklung
| 1962                      | 1968 | 1975 | 1982 | 1990 | 1999 | 2006 | 2013 |
| 155                       | 159  | 118  | 84   | 95   | 109  | 108  | 104  |
| Quelle: Cassini und INSEE |      |      |      |      |      |      |      |

## Sehenswürdigkeiten
- Kirche Saint-Michel